# Арцберг (Саксонија)
Арцберг (њем. Arzberg) општина је у њемачкој савезној држави Саксонија. Једно је од 36 општинских средишта округа Сјеверна Саксонија. Према процјени из 2010. у општини је живјело 2.229 становника. Посједује регионалну шифру (AGS) 14730010.

## Географски и демографски подаци
Арцберг се налази у савезној држави Саксонија у округу Сјеверна Саксонија. Општина се налази на надморској висини од 84 метра. Површина општине износи 58,2 km². У самом мјесту је, према процјени из 2010. године, живјело 2.229 становника. Просјечна густина становништва износи 38 становника/km².